# Maximilian Ferdinand Weidenbach

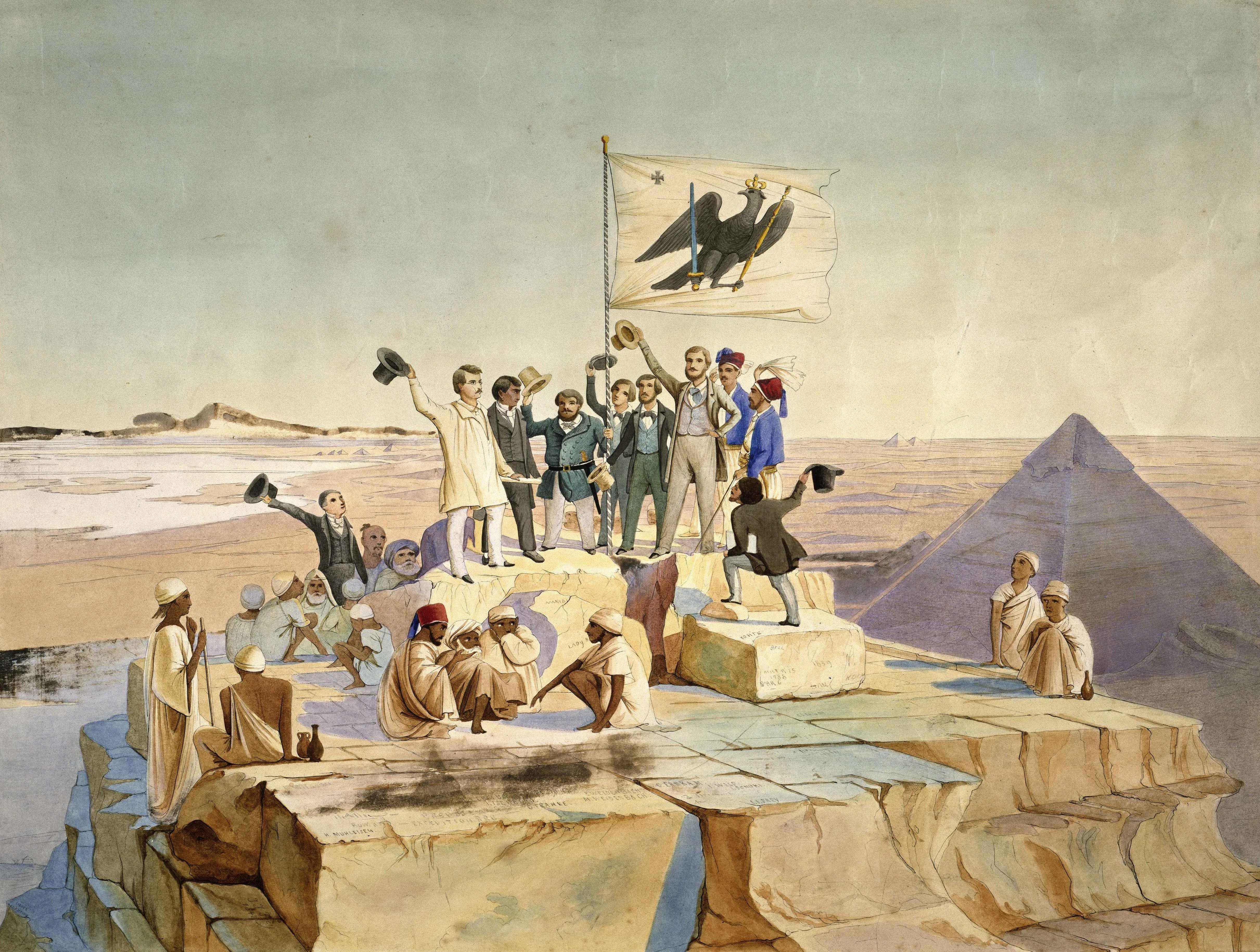
Max Weidenbach (hinter dem Flaggenmast, rechts von ihm sein Bruder Ernst) im Kreise der Teilnehmer der Lepsius-Expedition auf der Spitze der Cheops-Pyramide, Aquarell von Johann Jakob Frey, 1842

Maximilian Ferdinand Weidenbach (* 6. März 1823 in Naumburg; † 24. August 1890 in Glen Osmond, Australien) war ein deutscher Zeichner, Maler, wissenschaftlicher Illustrator, Teilnehmer einer Expedition nach Ägypten, Goldsucher, preußischer Konsul in Südaustralien und dort Weinbaupionier.

## Leben
Max Weidenbach wurde als vierter Sohn von acht Kindern von Friedrich August Weidenbach (1790–1860) und Christiane Friederike Vollmer (Vollner) (1795–1863) geboren. Sein Vater war Zeichenlehrer und Maler, bei dem er wie sein älterer Bruder Ernst (1818–1882) ersten Zeichenunterricht erhielt. Im Jahr 1839 zog er mit 16 Jahren nach Berlin und lernte dort unter Anleitung von dem ebenfalls aus Naumburg stammenden Ägyptologen Karl Richard Lepsius Hieroglyphen lesen und dokumentieren. Für Lepsius’ Werk Das Todtenbuch der Ägypter nach dem hieroglyphischen Papyrus in Turin (1842) schuf er die 79 Tafeln.
Zusammen mit seinem Bruder Ernst nahm er an der Preußischen Ägyptenexpedition unter Leitung von Lepsius von 1842 bis 1845 teil und illustrierte später auch das Tafelwerk. In Berlin war er mit seinem Bruder bis 1848 im Neuen Museum mit der malerischen Ausgestaltung nach Motiven der Ägyptenexpedition tätig.
Einige seiner Brüder waren bereits nach Südaustralien ausgewandert, ihnen schloss er sich an und erreichte Adelaide am 12. September 1849. Hier betätigte er sich erfolgreich bei der Exploration neu entdeckter Goldfelder. Er erhielt die Position des ersten preußischen Konsuls für Südaustralien, die er bis 1855 innehatte, und widmete sich dem Weinbau. 1882 erhielt Max Weidenbach die Einladung, um in Deutschland bei einem Jubiläumstreffen der Teilnehmer an der Königlich Preußischen Expedition nach Ägypten teilzunehmen, die mitgebrachten zeichnerischen Werke aus Südaustralien gelten als verschollen.
Weidenbach ist am 24. August 1890 in Glen Osmond gestorben und auf dem dortigen Friedhof Glen Osmond Cemetery beerdigt. Ein Teil seiner ägyptologischen Bücher mit seinem Tagebuch von seinen Reisen und seine Sammlung von Antiken wurde 1944 dem South Australian Museum geschenkt. Erst 2013 wurde in Adelaide sein bisher unveröffentlichtes handschriftliches Tagebuch der 1840er Jahre wiederentdeckt und der Forschung zugänglich gemacht.